# On the 6
Albums de Jennifer Lopez
J.Lo
Singles
1. If You Had My Love
Sortie : 19 avril 1999
2. No Me Ames (duet with Marc Anthony)
Sortie : 11 juin 1999
3. Waiting for Tonight
Sortie : 7 septembre 1999
4. Feelin'So Good (feat. Big Pun & Fat Joe)
Sortie : 25 janvier 2000
5. Let's Get Loud
Sortie : 8 mai 2000

On the 6 est le premier album studio anglais de la chanteuse américaine Jennifer Lopez sorti en 1999. Il s'est vendu à ce jour à plus de 6 500 000 d'exemplaires à travers le monde.
Le titre de l'album est une référence à la ligne 6 du métro que Jennifer Lopez prenait pour rejoindre Castle Hill (en), son quartier natal.
L'enregistrement de On the 6 est une conséquence indirecte du succès du film Selena (sorti en 1997), premier grand rôle de Jennifer Lopez au cinéma. En effet, après avoir incarné la chanteuse Selena, elle enregistre une démo de cet album dans le but de démarrer sa propre carrière musicale.

## Liste des titres
1. If You Had My Love Music by: Rodney Jerkins. Lyrics by: Rodney Jerkins, LaShawn Daniels, Cory Rooney. – 4:57
2. Should've Never Music by Samuel Barnes, Jean-Claude Olivier, Cory Rooney, Tonino Baliardo, Nicolas Reyes. Lyrics by: Cory Rooney, Jennifer Lopez – 3:32
3. Too Late Music by: Al West. Lyrics by: Cory Rooney, Jennifer Lopez. – 3:46
4. Feelin' So Good Music by: Sean "Puffy" Combs, Steven Standard, George Logios. Lyrics by: Cory rooney, Jennifer Lopez. – 4:06
5. Let's Get Loud Gloria Estefan, Kike Santander. – 4:15
6. Could This Be Love Lawrence P.Dermer. – 4:53
7. No me Ames (Duet with Marc Anthony) (Tropical Remix) Giancarlo Bigazzi, Aleandro Baldi, Marco Falagiani. Spanish Adaptation: Ignacio Ballesteros. – 4:07
8. Waiting for Tonight Maria Christiansen, Michael Garvin, Phil Temple. – 4:33
9. Open Off My Love Music by: Darell "Digga" Branch, Lance "Un" Rivera. Lyrics by: Kyra Lawrence. – 4:33
10. Promise Me You'll Try Peter Zizzo – 4:25
11. It's Not That Serious Music by: Rodney Jerkins. Lyrics by: Cory Rooney, Jennifer Lopez, Rodney Jerkins, Lauren Dawson. – 3:44
12. Talk About Us Cory Rooney. – 3:53
13. No Me Ames (Duet with Marc Anthony) (Ballad Version) Giancarlo Bigazzi, Aleandro Baldi, Marco Falagiani. Spanish Adaptation: Ignacio Ballesteros. – 4:25
14. Una Noche Mas Maria Christiansen, Michael Garvin, Phil Temple, Many Benito. Adaptation: Manny Benito. – 3:37
15. Baila Emilio Estefan, Jr, Jon Secada, Randall Barlow, George Noriega. – 3:37
16. Do You Know Where You're Going to (Theme From Mahogany) Michael Masser, Gerry Goffin. – 3:37

## Version espagnole
1. No Me Ames
2. If You Had My Love [Si Tuvieras Mi Amor]
3. Una Noche Más
4. Should've Never [No DeBiera]
5. Es Amor
6. Let's Get Loud [Pongámonos Estridentes]
7. It's Not That Serious [No Es Tan Serio]
8. Amar Es Para Siempre [Promise Me You'll Try]
9. Too Late [DeMasiado Tarde]
10. El Deseo de Tu Amor [Open Off My Love]
11. Talk About Us [Hablemos de Nosotros]
12. Could This Be Love [Podría Esto Ser Amor]
13. No Me Ames [Remezcla Tropical]
14. Waiting for Tonight [Una Noche Más]

## Édition spéciale (CD2)
1. If You Had My Love [Dark Child master mix] - 4:25
2. If You Had My Love [Metro remix] - 6:08
3. Waiting for Tonight [Metrro mix] - 5:53
4. Waiting for Tonight [Futureshock midnight at Mambo remix] - 8:36
5. Feelin' So Good [featuring Big Pun & Fat Joe -Bad Boy remix] - 4:31